# Evidence-based medicine
Evidence-based medicine (EBM) nebo medicína založená na důkazech je „vědomé, zřetelné a soudné používání nejlepších současných důkazů při rozhodování o péči o jednotlivé pacienty“. Přístup medicíny založené na důkazech by se měl projevovat již během výuky mediků. Mělo by docházet k odklonu od autoritativního stylu výuky a přesunout výuku směrem k práci s informacemi.

## Historie EBM
Uvádí se, že nejstarší popsaný příklad výzkumu prováděného podle zásad EBM je v Bibli v knize Danielově, kde židovští mladíci, kteří žili jako rukojmí na babylonském dvoře, odmítli předkládaný pokrm, protože nedodržoval pravidla kašrut. Správce nad dvořany jim nechtěl umožnit dodržovat speciální dietu v obavě, že by mohla ohrozit jejich zdraví, a tím jeho postavení. Jeden z mladíků, Daniel, proto navrhl ověřit v desetidenním „experimentu“, zda jim košer strava prospěje, nebo uškodí:
A řekl správce nad dvořany Danielovi: Já se bojím pána svého krále, kterýž vyměřil pokrm váš a nápoj váš, tak že uzřel-li by, že tváře vaše opadlejší jsou, nežli mládenců těch, kteříž podobně jako i vy chování býti mají, způsobíte mi to u krále, že přijdu o hrdlo. I řekl Daniel služebníku, kteréhož ustanovil správce dvořanů nad Danielem, Chananiášem, Mizaelem a Azariášem: Zkus, prosím, služebníků svých za deset dní, a nechť se nám vaření dává, kteréž bychom jedli, a voda, kterouž bychom pili. A potom nechť se spatří před tebou tváře naše a tváře mládenců, kteříž jídají pokrm z stolu královského, a jakž uhlédáš, učiň s služebníky svými. I uposlechl jich v té věci, a zkusil jich za deset dní. Po skonání pak desíti dnů spatříno jest, že tváře jejich byly krásnější, a byli tlustší na těle než všickni mládenci, kteříž jídali pokrm z stolu královského.
Jednu z prvních studií, která by splnila podmínky EBM, navrhl v 17. století Jean-Baptiste van Helmont. K rozlišení účinnosti pouštění žilou navrhoval rozdělit 200 až 500 nemocných do dvou skupin a jednu léčit pouštěním žilou, druhou bez této procedury. Experiment však nebyl nikdy realizován.
Francouzský lékař Pierre Charles-Alexandre Louis (1787–1872) bývá uváděn jako první, kdo použil statistické hodnocení svých výsledků. Prokázal tak, že pouštění žilou je metodou neúčinnou. Jeho výsledky však zůstaly nepovšimnuty.
Počátkem 20. století se začaly projevovat první principy EBM i v klinické praxi. Bostonský chirurg Ernest Amory Codman (1869–1940) vypracoval systém hodnocení výsledků chirurgických operací, který umožňoval srovnávat výsledky operací. Začaly se provádět rozsáhlejší studie srovnávající terapeutické postupy, například v terapii tuberkulózy.
Koncem 20. století vrcholil vývoj EBM pracemi Archie Cochrana z Velké Británie a Davida Sacketta z Kanady.
Samotný pojem EBM je poměrně nový, poprvé byl použit zřejmě v 90. letech pracovníky McMastersovy Univerzity jako „systémový přístup k analýze publikovaných výzkumných prací jako základ klinického rozhodování“. V roce 1996 byl Sackettem a spol. definován pojem EBM poněkud formálněji jako „vědomé, zřetelné a soudné používání nejlepších současných důkazů při rozhodování o péči o jednotlivé pacienty“.

## Principy EBM
Použití principů medicíny založené na důkazech vlastně znamená využít kromě osobní zkušenosti i zkušenost většiny lékařů v diagnostice a terapii jednoho konkrétního pacienta. Je to rozdíl oproti tradičnímu přístupu, který preferuje především individuální zkušenost.
V optimálním případě by měl lékař postupovat tak, že si nejprve problém formuluje. Formulace problému spočívá v tom, že přesně definuje, o jakého pacienta se jedná, jakým způsobem chce řešit pacientův problém, popř. jaký je alternativní způsob řešení a čeho chce dosáhnout. Poté přesně formuluje dotaz v databázi odborných časopisů, například PubMed (rozhraní databáze MEDLINE), Cochrane nebo Web of Science. Každý nalezený článek by pak měl zhodnotit – zda skutečně odpovídá hledané problematice (zda je relevantní rešeršnímu dotazu). Měl by jej zhodnotit i metodologicky, zda má vypovídací hodnotu. Nalezené důkazy mají určitou hierarchii, lékař by se měl vždy řídit tím důkazem, který je v hierarchii nejvýše. Pokud jsou na dané úrovni k dispozici dva protichůdné důkazy, je podstatné metodologické zhodnocení. Hierarchie důkazů vypadá (volně podle) následovně:
1. metaanalýzy a systematické přehledy (angl. systematic reviews)
2. randomizované kontrolované studie (controlled trial)
3. kohortové studie (trial)
4. studie případů a kontrol (control study)
5. průřezové studie (sectional study)
6. kazuistiky (case report)
7. zásah do předpokládaného patogenetického mechanizmu.

Roku 2019 odhalily randomizované kontrolované studie stovky používaných medicínských postupů, které nefungují. Ovšem i randomizované kontrolované studie lze interpretovat chybně.